# César del Campo
César del Campo (La Habana, 9 de mayo de 1922-Homestead, 15 de abril de 2008) fue un actor, cantante y locutor cubano.

## Biografía y carrera
César Marrero del Campo nace en la ciudad de La Habana, Cuba el 9 de mayo de 1922, hijo de Felipe Marrero y Margarita del Campo, inicia su carrera como locutor de radio en su país natal, siendo miembro de la asociación de locutores de La Habana, su buena voz lo hace destacar también en el canto y tiene participaciones menores en el cine cubano.  A fines de los años cuarenta decide radicar en México e inicia su carrera, principalmente como actor en cintas como Lola Casanova (1948), Coqueta (1949), Confidencias de un ruletero (1949), ¿Por qué peca la mujer? (1952), Sandra, la mujer de fuego (1954), Locura pasional (1954), Con quien andan nuestras hijas (1954), Los bandidos de Río Frío (1956), Pies de Gato (1957), Teatro del crimen (1958) y El ángel exterminador (1962), del cineasta mexicano (nacionalizado) Luis Buñuel. César fue de los pocos actores que trabajo con todas las estrellas del llamado Cine de rumberas, ya que laboro al lado de Ninon Sevilla, María Antonieta Pons, Meche Barba, Amalia Aguilar y Rosa Carmina.
Entre los años sesenta y setenta compagina su trabajo en cine, en donde tuvo varias participaciones en películas de El Santo,  con sus trabajos en televisión, entre los que destacan Muchacha italiana viene a casarse (1971) y Ana del aire (1973), historias protagonizadas por Angélica María. Hacia principios de los años 80 el actor decide retirarse de la actuación en cine y televisión para concentrarse en el teatro, en 1990 dirigió y actuó en un musical en el Dade County Auditorium de Miami, Florida titulado: Alma Cubana, escrito por Omar Reyes, y es en esta ciudad en donde radica los últimos años de su vida. Se casó con Teresa López con quien procreó dos hijos, César Andrés y Fernando Bruno. Falleció el 15 de abril de 2008 por complicaciones cardiacas en el Hospital Homestead en Miami, Florida, Estados Unidos, a los 85 años de edad.

## Filmografía selecta
- Como tú ninguna (1946)
- Lola Casanova (1948)
- Coqueta (1949)
- Perdida (1950)
- Sandra, la mujer de fuego (1954)
- Locura pasional (1956)
- El ángel exterminador (1962)
- Campeones del ring (1972)